# ملكة الجنة
ملكة الجنة (باللاتينية: Regina Caeli)‏ لقب مُنح لمريم العذراء، من قبل المسيحيين من الكنيسة الكاثوليكية بشكل أساسي، وبدرجة أقل في الأنجليكانية، واللوثرية، والأرثوذكسية الشرقية.
يتم التعبير عن التعاليم الكاثوليكية حول هذا الموضوع في الرسالة البابوية Ad Caeli Reginam، التي أصدرها البابا بيوس الثاني عشر في عام 1954. تنص على أن مريم تُدعى ملكة الجنة لأن ابنها، يسوع المسيح، هو ملك إسرائيل و ملك الكون السماوي. اعترف التقليد الداودي لإسرائيل بأن والدة الملك هي الملكة الأم لإسرائيل.
لطالما كان لقب «ملكة الجنة» تقليدًا كاثوليكيًا، متضمنًا في الصلوات والأدب التعبدي وظهر في الفن الغربي في موضوع تتويج العذراء من العصور الوسطى العليا، قبل فترة طويلة من إعطائها وضع تعريف رسمي من قبل الكنيسة.